# Liriomyza novissima
Liriomyza novissima är en tvåvingeart som beskrevs av Spencer 1960. Liriomyza novissima ingår i släktet Liriomyza och familjen minerarflugor. Inga underarter finns listade i Catalogue of Life.